# بورجا داکال
بورجا داکال (انگلیسی: Borja Docal؛ زادهٔ ۳ اکتبر ۱۹۹۱) بازیکن فوتبال اهل اسپانیا است.
از باشگاه‌هایی که در آن بازی کرده‌است می‌توان به باشگاه فوتبال راسینگ سانتاندر، باشگاه فوتبال داینامو برست، و باشگاه فوتبال میراندس اشاره کرد.